# Regreso a Down Neck
"Regreso a Down Neck" (título original en inglés: "Down Neck") es el séptimo episodio de la serie de HBO Los Soprano. Fue escrito por Robin Green y Mitchell Burgess, y dirigido por Lorraine Senna Ferrara. El capítulo fue estrenado el 21 de febrero de 1999 en Estados Unidos.

## Protagonistas
- James Gandolfini como Tony Soprano.
- Lorraine Bracco como Dr. Jennifer Melfi
- Edie Falco como Carmela Soprano.
- Michael Imperioli como Christopher Moltisanti.
- Dominic Chianese como Corrado Soprano, Jr.
- Vincent Pastore como Pussy Bonpensiero.
- Steven Van Zandt como Silvio Dante.
- Tony Sirico como Paulie Gualtieri. *
- Robert Iler como Anthony Soprano, Jr.
- Jamie-Lynn Sigler como Meadow Soprano.
- y Nancy Marchand como Livia Soprano.

* = sólo en los créditos

### Protagonistas invitados
- Joseph Siravo como Johnny Boy Soprano.
- Laila Robbins como Joven Livia Soprano.
- Rocco Sisto como Joven Junior Soprano.
- David Beach como Dr. Peter Galani

#### Otros protagonistas
- Paul Albe como contratista
- Shirl Bernheim como Pearl.
- Madeline Blue como Janice.
- Bobby Boriello como Joven Tony.
- Scott Owen Cumberbatch como niño #2.
- Anthony Fusco como Padre Hagy.
- Rob Grippa como Byron Barber.
- Jason Hauser como oficial de policía.
- Michael Jordan como niño.
- Greg Perrelli como Jared.
- Nick Raio como mafioso.
- Steve Santosusso como chico.
- Tim Williams como Mr. Meskimmin

## Primeras apariciones
- Johnny Boy Soprano: el padre fallecido de Tony. Fue el capo del equipo Soprano/Gualtieri hasta su muerte en 1986.
- Janice Soprano: La hermana mayor de Tony que aparece en flashback. Su primera aparición ya como adulta es en el capítulo "Un tipo entra en el despacho de una psiquiatra".